# هيلموت زان (أستاذ جامعي)
هيلموت زان (بالألمانية: Helmut Zahn)‏ هو كيميائي ألماني، ولد في 1916 في إرلنغن في ألمانيا، وتوفي في 2004 في آخن في لوثارينجيا.